# Robert Korb
Robert Korb (ur. 25 września 1900 w Bodenbach, zm. 31 grudnia 1972 w Berlinie) – wschodnioniemiecki generał major.

## Życiorys
Od 1918 członek czeskiej partii socjaldemokratycznej, pod koniec 1918 powołany do armii czechosłowackiej, wkrótce aresztowany i zwolniony ze służby, pracował w fabryce wagonów w Lipie. W 1921 ponownie powołany do armii, 1923 aresztowany i skazany na 6 miesięcy więzienia, po zwolnieniu sekretarz komitetu okręgowego KPCz w Lipie, od 1924 zajmował się pracą z młodzieżowymi organizacjami KPCz, redaktor prasy partyjnej. Od 1930 główny redaktor niemieckojęzycznego wydawnictwa KPCz, od 1931 sekretarz rejonowego komitetu KPCz w Libercu, 1933 ponownie aresztowany i skazany na 13 miesięcy więzienia, od 1935 główny redaktor niemieckojęzycznej gazety KPCz „Czerwone Sztandary” („Rote Fahne”) w Pradze, od 1936 członek Biura Politycznego KPCz. Od 1937 walczył w Hiszpanii w szeregach Brygad Międzynarodowych, 1938 przybył do Moskwy, od 1939 pracował w redakcji radia „Sudeckoniemiecki Nadajnik Wolności” („Sudetendeutscher Freiheitssender”) Kominternu, w latach 1941–1943 ewakuowany. Od lipca 1946 pracował w Berlinie Wschodnim jako główny redaktor służby prasowej, od 1948 był kierownikiem Wydziału Prasy i Informacji Biura Partyjnego SED, a od 1949 kierownikiem Wydziału Agitacji SED. Od 1951 funkcjonariusz Stasi, od września 1951 do lipca 1953 szef Głównego Wydziału III Polityki Zagranicznej Służby Wywiadowczej NRD, m.in. p.o. kier. Szkoły Wywiadu (1952–1953), od lipca 1953 do listopada 1955 szef Głównego Wydziału V Głównego Wydziału XV Ministerstwa Spraw Wewnętrznych NRD, od listopada 1955 do maja 1956 szef Głównego Wydziału V Głównego Wydziału V Ministerstwa Bezpieczeństwa Państwowego NRD, od maja 1956 do lutego 1959 zastępca szefa Głównego Zarządu Wywiadu MBP NRD, od stycznia 1959 do września 1965 szef Centralnej Grupy Informacyjnej MBP NRD, od 1962 w stopniu generała majora, następnie na emeryturze.
Pochowany na Cmentarzu Centralnym Friedrichsfelde w Berlinie.

## Odznaczenia
Odznaczony Orderem Karla Marksa (1970) i Orderem Zasług dla Ojczyzny w Złocie (1965).